# 51874 Alessiosquilloni
51874 Alessiosquilloni è un asteroide della fascia principale esterna. Scoperto nel 2001, presenta un'orbita caratterizzata da un semiasse maggiore pari a 3,972335 UA e da un'eccentricità di 0,235572, inclinata di 11,612212° rispetto all'eclittica. Ha un periodo di rotazione di 3,685	ore.